# Trogulus
Trogulus is een geslacht van hooiwagens uit de familie Trogulidae (Kaphooiwagens).
De wetenschappelijke naam Trogulus is voor het eerst geldig gepubliceerd door Latreille in 1802. 

## Soorten
Trogulus omvat de volgende 21 soorten:
- Trogulus albicerus
- Trogulus aquaticus
- Trogulus banaticus
- Trogulus cisalpinus
- Trogulus coriziformis
- Trogulus falcipenis
- Trogulus galasensis
- Trogulus graecus
- Trogulus gypseus
- Trogulus lusitanicus
- Trogulus martensi
- Trogulus nepaeformis
- Trogulus roeweri
- Trogulus salfi
- Trogulus setosissmus
- Trogulus sinuosus
- Trogulus squamatus
- Trogulus tingiformis
- Trogulus torosus
- Trogulus tricarinatus
- Trogulus uncinatus